# Stelis standleyi
Stelis standleyi är en orkidéart som beskrevs av Oakes Ames. Stelis standleyi ingår i släktet Stelis och familjen orkidéer. Inga underarter finns listade i Catalogue of Life.